# EOKA
L'EOKA (greco Εθνική Οργάνωσις Κυπρίων Αγωνιστών, Ethniki Organosis Kyprion Agoniston, "Organizzazione Nazionale dei Combattenti Ciprioti") è stata un'organizzazione paramilitare anticomunista e filo-greca che combatté per metter fine alla presenza coloniale britannica a Cipro, per l'autodeterminazione della componente maggioritaria greca dei ciprioti e per l'Enōsis (Unione) dell'isola alla Grecia, considerata madrepatria.
Fu attiva dal 1955 al 1959. Il suo fondatore e capo fu l'alto ufficiale greco Georgios Grivas. Durante i quattro anni di attività armata, essa impiegò metodi di guerriglia, specialmente contro la comunità turco-cipriota e la sua organizzazione, chiamata Movimento di Resistenza Turco, MRT (in lingua turca Türk Mukavemet Teşkilatı, TMT), che le si contrapponeva. L'EOKA fu disciolta nel marzo del 1959.

## Storia
Il 5 novembre 1914, il Regno Unito annetté l'isola di Cipro, che amministrava col consenso dell'Impero ottomano dal 1878. Presto i greco-ciprioti pretesero l'unione di Cipro alla Grecia e il contenzioso tra quest'ultima e la Turchia (una minoranza turca era presente a Cipro dal XVI secolo) si accrebbe vistosamente e assunse una dimensione internazionale nel 1954 quando la Grecia presentò alle Nazioni Unite una mozione in cui chiedeva l'autodeterminazione di Cipro che, inevitabilmente, avrebbe leso i diritti secolari della comunità turca, visto l'acceso sentimento nazionalistico greco, fortemente ostile alla comunità turca, anch'essa caratterizzata da un acceso sentimento nazionalistico di stampo kemalista.

Prese avvio da allora un sanguinoso conflitto interetnico.
Nel 1955, l'EOKA aumentò le sue azioni violente contro i britannici e i turco-ciprioti, considerati tra l'altro collusi con la potenza coloniale.
Nel 1959 Cipro fu trasformata in repubblica presidenziale indipendente nell'ambito del Commonwealth, con un presidente identificato nella figura dell'arcivescovo greco-cipriota Makarios III e un vicepresidente turco-cipriota, il dott. Fazıl Küçük. Ma le tensioni intercomunitarie non cessarono, malgrado la presenza dei Caschi blu dell'ONU.
Nel 1971, l'ormai generale Georgios Grivas, antico leader militare della lotta per l'indipendenza dell'isola e fondatore dell'EOKA, creò l'EOKA B, una nuova organizzazione paramilitare, che si proponeva il medesimo fine dell'Enōsis.
Essa partecipò al colpo di Stato guidato dalla Guardia nazionale cipriota, composta da elementi greci, favorevole a replicare quanto avvenuto in Grecia (dove il potere era stato assunto dai militari, che avevano avviato il cosiddetto regime dei colonnelli) e il 15 luglio 1974 rovesciò Makarios, fedele al Trattato di Zurigo e Londra che avrebbe dovuto garantire l'equilibrata indipendenza dell'isola. Come reazione, e in base al disposto di quel Trattato, l'esercito turco intervenne con quella che fu denominata in codice "Operazione Atilla", al termine della quale una parte più ampia di quella logicamente spettante ai turco-ciprioti, fu incamerata come Repubblica Turca di Cipro Nord, formalizzata solo nel 1983, che ottenne però il solo riconoscimento della Turchia.